# Kościerzyna

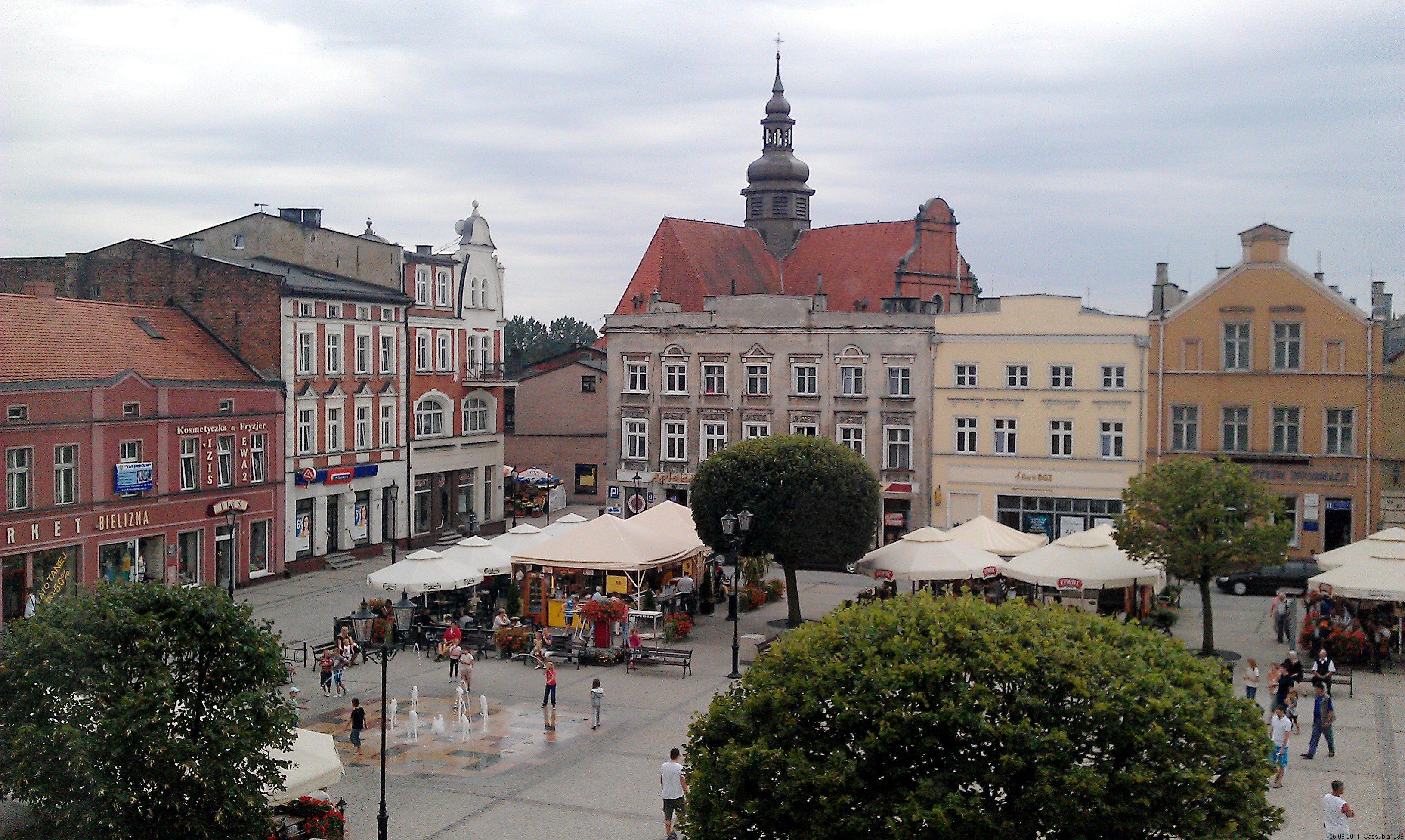
Marknad i Kościerzyna.

Kościerzyna ([kɔɕt͡ɕeˈʐɨna]; kasjubiska/pomeranska: Kòscérzëna; tyska: Berent lyssna (fil)) är en stad i Kassubien i norra Polen. Den ligger i Pommerns vojvodskap. Staden hade 23 847 invånare (2016).